# チャンス・ペニ
- チャンス・ペニー

チャンス・ペニ（Chance Peni、1994年1月17日 - ）は、ジャパンラグビーリーグワン豊田自動織機シャトルズ愛知に所属するニュージーランド・インバーカーギル出身のラグビー選手。ポジションはウイング(WTB)。
元ラグビーリーグの選手でラグビーリーグクック諸島代表に選ばれたことがある。

## 略歴
パース・スピリット、フォース、ブランビーズを経て、2019年、日野レッドドルフィンズに加入。
2020年1月12日に行われたジャパンラグビートップリーグ第1節のNTTコミュニケーションズシャイニングアークス戦に先発出場で日本での公式戦初出場を果たす。
2023年、豊田自動織機シャトルズ愛知に加入。